# Selvmordsskolen
Selvmordsskolen er en dansk film fra 1964, skrevet og instrueret af Knud Leif Thomsen.

## Medvirkende
- Jørgen Ryg
- Axel Strøbye
- Hans W. Petersen
- Bodil Udsen
- Judy Gringer
- Helle Hertz
- Lone Hertz
- Minna Jørgensen
- Palle Huld
- Kirsten Walther
- Preben Kaas
- Morten Grunwald
- Paul Hagen